# Manastir Svetog Sergeja Radonežskog na Rumiji
Manastir Svetog Sergeja Radonežskog je ženski (redovnice su Ruskinje) ruski samostan koji pripada Mitropoliji crnogorsko-primorskoj Srpske pravoslavne crkve. Nalazi se u podnožju vrha planine Rumije u blizini sela Veliki Mikulići i grada Bara u Crnoj Gori. Sveti Sergej Radonežski je svetac kojem je samostan posvećen.
Samostan je izgrađen prilozima pravoslavnih Rusa i vjernika iz Bara i okolnih mijesta. Poseban doprinos dali su Vitalij Ivančikov iz Novosibirska kao najveći dobrotvor i Velimir — Milo Dragović iz Bara koji je pokazao izuzetan trud u izgradnji manastira.
Mitropolit crnogorsko-primorski Amfilohije sa svećenicima i redovnicima Mitropolije crnogorsko-primorske i Moskovske patrijaršije, među kojima su bili i svećenomonasi iz Svetotrojičnog samostana Sv. Sergija Radonježskog — Sergijevog posada i vjernim narodom, posvetio je 19. srpnja 2009. godine novosagrađeni samostan i u njemu služio liturgiju. Osobe koje planinare do vrha Rumije i crkvice Svetog Trojstva, obično automobilima dođu do samostana, a od njega put do vrha planine nastavljaju pješice.

## Galerija
- Prilaz manastiru
- Zvono na ulazu u manastir
- Manastirski hram
- Unutrašnjost hrama